# Charles Albanel
Charles Albanel (Ardes, 1613 oppure 1616 – Sault Sainte Marie, 11 gennaio 1696) è stato un gesuita, missionario ed esploratore francese.

## Biografia
Charles Albanel nacque in Alvernia, in Francia, nel 1613 o nel 1616. Non è certo se i suoi genitori fossero francesi o inglesi poiché si sa poco della sua vita prima del arrivo in Nuova Francia. Entrò nel noviziato gesuita di Tolosa il 16 settembre 1633, iniziò poi la sua carriera insegnando in vari villaggi della Francia. Nella primavera del 1649 si imbarcò per il Canada. Disprezzato dai suoi superiori per il suo carattere accettò la loro sfida di raggiungere la Baia di Hudson via terra. 

### In Canada
Albanel arrivò in Québec su una nave che vi attraccò il 23 agosto 1649. Alla fine del mese successivo proseguì per Ville Marie, l’odierno Montréal e arrivato si unì a un compagno gesuita, Jean de Quen, il quale aveva esplorato la zona del Lac Saint Jean due anni prima. I due trascorsero l'inverno del 1650 nella missione di Tadoussac, di cui de Quen era allora a capo.
Il territorio della missione di Tadoussac si estendeva su entrambe le sponde del San Lorenzo, quindi non era raro vedere i missionari attraversare “la strada che cammina” (come chiamavano gli amerindi il fiume ) e avventurarsi nelle terre inesplorate per incontrare gli aborigeni che vi abitavano. Nel corso dei successivi dieci inverni Albanel ha sopportato molte difficoltà, ma in seguito le ha minimizzate.
Proprio in quel periodo venne fondata la Compagnia della Baia di Hudson, la quale guidò una spedizione francese che risalì il fiume Saguenay, il lago Mistassini e il fiume Rupert fino alla Baia di Hudson reclamando la sovranità francese su quella regione.
Non si hanno notizie degli anni successivi di Albanel fino a quando riappare nei pressi di Trois-Rivières. Nel 1660 tornò da una spedizione commerciale al Lago Superiore con trecento amerindi e sessanta canoe piene di pellicce, era in compagnia di Pierre-Esprit Radisson e Médard Chouart des Groseilliers. A metà agosto Albanel partì temporaneamente per accompagnare gli aborigeni che stavano tornando ai Grandi Laghi.
Il 11 novembre 1671 Jean Talon scriveva: “Tre mesi fa ho mandato padre Albanel, gesuita, e Monsieur de St. Simon, un giovane gentiluomo del Canada… fino alla Baia di Hudson, presenti rapporti scritti su tutto ciò che scoprono, aprono il commercio di pellicce con i selvaggi,
Albanel lasciò il Québec il 6 agosto 1671 tornando in Tadoussac, dove organizzò un incontro con i suoi due compagni per una nuova esplorazione, Paul Denys de Saint-Simon e un certo Sébastien Provencher. Il gruppo partì e il 26 agosto era a Chicoutimi, ripartirono tre giorni dopo, il 29 agosto, e raggiunsero l'estremità del lago il 7 settembre. Dieci giorni dopo Albanel trovò alcune canoe con a bordo degli indiani e apprese da loro la presenza nella baia di due navi inglesi che vi commerciavano con gli abitanti. Decise che sarebbe stato meglio avere passaporti prima di procedere, così inviò dei messaggeri per ottenerli: dal governatore, dall'intendente e dal vescovo in Quebec. I messaggeri tornarono il 10 ottobre e ormai era troppo tardi per poter intraprendere immediatamente il resto del viaggio. Decisero di svernare lì dove si trovavano, così Padre Albanel ne approfittò per evangelizzare gli indiani e per battezzare i loro figli. L’inverno fu molto duro secondo padre Albanel, che scrisse essere il più severo «dei dieci inverni [trascorsi] nei boschi con gli indiani». 
Il 1 giugno 1672 ci fu un nuovo tentativo, con 3 canoe, 3 francesi e 16 indiani. Il 9 giugno raggiunsero lo spartiacque, ovvero il punto già raggiunto da padre Dablon undici anni prima. Gli indiani volevano impedire loro di andare oltre ma padre Albanel riuscì a convincerli che i francesi li avrebbero protetti dai loro nemici: gli Irochesi. Il 18 giugno la spedizione raggiunse il lago Mistassini, e poi una settimana dopo il lago Nemiskau, dal quale imboccarono e discesero il fiume Rupert, raggiungendone la foce il 28 giugno. Lì trovarono una nave inglese e due case deserte, Padre Albanel approfittò dell'assenza del gruppo inglese per evangelizzare gli indiani di quella zona. Dopo alcuni giorni di navigazione ed esplorazione nella Baia di James partì per il viaggio di ritorno il 6 luglio, senza incontrare inglesi o disertori francesi. Il 23 luglio i viaggiatori erano al lago St. John, il 1 agosto a Chicoutimi, dove erano attesi dal capitano che li avrebbe condotti a Tadoussac e da lì in Quebec.
Albanel il 13 gennaio 1674 partì per il Mare del Nord. Durante il tragitto per colpa di un incidente, un infortunio alla schiena lo immobilizzò e lo costrinse a svernare nella regione del lago St. John. Il resto del viaggio ci è noto solo attraverso fonti inglesi. Gorst ci dice che Albanel raggiunse il fiume Rupert il 30 agosto 1674, insieme a un giovane indiano e a un francese di genitori inglesi portando una lettera per Des Groseilliers. Nonostante la lettera di Frontenac, che era nel complesso amichevole, gli inglesi nella Baia di Hudson trattarono Albanel come un nemico che era venuto per liberare gli indiani dall’alleanza con loro, al fine di portare un’alleanza più vantaggiosa con i francesi. Albanel e il suo compagno furono arrestati e poi mandati in Inghilterra, dopo aver comunque ricevuto ospitalità. A Londra Albanel avrebbe ottenuto una lettera di esonero che avrebbe potuto consegnare ai suoi superiori, i quali temeva lo avrebbero accusato di disertare le missioni per il lungo periodo di assenza. Tornò in Francia, e il 22 luglio 1676 si imbarcò di nuovo per il Canada e sbarcò a Quebec. 
Pochi giorni dopo il suo ritorno in Quebec, venne nominato alle missioni nell'entroterra. Divenne superiore a Sault Ste. Marie, anche se era “vecchio e logoro”, come ci informa l'autore della Relazione del 1679. Trascorse il resto della sua vita in queste regioni. Nel 1683 Padre Albanel sebbene fosse vecchio e tremante, condivideva da alcuni anni con un altro sacerdote tutta la responsabilità della Sault Sainte Marie. L'11 gennaio 1696 morì all'età di 80 anni.